# Gongolaria elegans
Espèce
Gongolaria elegans (synonymes : Cystoseira elegans, Treptacantha elegans) est une espèce d’algues brunes de la famille des Sargassaceae.

## Nomenclature
Treptacantha elegans a pour synonymes selon AlgaeBase (17 janvier 2024) :
- Cystoseira elegans Sauv., 1912
- Treptacantha elegans (Sauv.) Orellana & Sansón, 2019

## Distribution
Son aire de distribution s'étend entre les côtes de la mer Méditerranée et les îles Canaries.